# São Raimundo das Mangabeiras
São Raimundo das Mangabeiras é um município brasileiro do estado do Maranhão, situado na região Nordeste do país. A cidade desenvolveu-se às margens do Rio Neves e do ribeirão Cachoeira, incluindo, ainda, as cacimbas do Bairro Ouro Preto, Palmeiras e o Riacho Engano. Sua toponímia é uma alusão a São Raimundo Nonato, adotado por Cipriano Taveira como o padroeiro da cidade, e à vastidão de matas mangabeiras que existiam no local. Sua população estimada em 2016 era de 18 548 habitantes.
O distrito de São Raimundo das Mangabeiras está vinculado ao município de mesmo nome e é pertencente à Mesorregião do Sul Maranhense e à microrregião geográfica Chapada das Mangabeiras, integrando a 9ª Região de Planejamento do Estado do Maranhão, a Região de Planejamento do Baixo Balsas (Lei Complementar 108/2007).

## História
Iniciada pelas limitações do riacho Vargem e das Cacimbas do Ouro Preto, entre Palmeiras e o quase falecido riacho Engano. O Hino Municipal especifica que foi encontrada “beirando as águas do Rio Neves e do Ribeirão Cachoeira (...) por humildes pastoreiros”. A princípio conhecida através da “Malhada das Mangabeiras” em terras majoritariamente das famílias Lopes e Resplandes – conhecida como uma das maiores famílias mangabeirenses até os dias atuais.
O início do povoamento data de 1890. Porém, até 1895 residiam apenas seus primeiros habitantes: Faustino Trindade e Sabino Bezerra. Cipriano Taveira, de Jerumenha – PI, chegando posteriormente, empenhou-se em construir uma igreja católica denominando São Raimundo Nonato como padroeiro. A partir de então, a região era chamada de São Raimundo.
A agricultura e agropecuária atraiu moradores e empreendedores de Caxias, Loreto, Passagem Franca, Nova Iorque e Açaré, expandindo suas fronteiras e iniciando, em 1911, o intercâmbio comercial que adotou Floriano como o principal setor. A principal via de acesso para os mercadores era o Rio Neves. Desta premissa ficou conhecida como “Mangabeiras do Rio Neves”.
A cidade progredia e ganhava destaque regional. No entanto, era subalterna a Loreto, havendo se tornado vila em 1925, porém, como 3º Distrito loretense. Foi adotado o nome do santo padroeiro aproveitando a vastidão de matas mangabeiras, o que resultou na Vila de “São Raimundo das Mangabeiras”.
Quando o país saiu do regime ditatorial da época – até mesmo com simpatizantes fascistas – a Vila, em busca da emancipação, apoiou José Franklin Serra Costa. A comunicação e acessibilidade eram difíceis pela falta de estradas e telefones, mas Raimundo Nonato dos Santos e Eusébio Lopes eram os principais intermediadores. José Franklin Serra Costa conquistou o apoio de Manoel José de Santana, outro político que lutou pela independência do vilarejo. Destarte, em 31 de dezembro de 1948 a Lei nº 272 foi criada, separando São Raimundo das Mangabeiras de Loreto. Elevada à categoria de município, adquirindo autonomia política, territorial e econômica foi emancipada no dia 10 de fevereiro de 1949 nomeando Raimundo Nonato dos Santos como prefeito temporário, elegendo em seguida Manuel Olívio de Carvalho.

### População
Conforme o senso do IBGE de 2010, a população mangabeirense estava composta por 11.840 cidadãos pardos, 3.906 brancos, 1.424 negros e 303 de raça amarela, dentre os quais 8.884 homens e 8.590 mulheres.
| Censo | População | %±    |
| 2010  | 17 474    | ——    |
| 2016  | 18 548    | 6,14% |

Fonte: IBGE.

## Economia
A agropecuária é o setor de mais destaque na economia municipal, correspondendo, em 2010, a mais de 66% do PIB. Além disto, ficou em 30º lugar na lista das 100 cidades do país com maiores PIBs agropecuários no mesmo ano de 2010, ocupando o 2º lugar na lista estadual, atrás apenas de Açailândia que ficou em 1º lugar no ranking estadual e em 17º na tabela nacional.

### Renda
A renda per capita média de São Raimundo das Mangabeiras cresceu 152,32% nas últimas duas décadas, passando de R$ 119,39, em 1991, para R$ 301,25, em 2010. Isso equivale a uma taxa média anual de crescimento nesse período de 4,99%. Entre 1991 e 2000, taxa média anual de crescimento foi de 6,55%, e 3,61%, entre 2000 e 2010. A proporção de pessoas pobres, ou seja, com renda domiciliar per capita inferior a R$ 140,00 (a preços de agosto de 2010), declinou de 84,92%, em 1991, para 65,34%, em 2000, e para 38,95%, em 2010. A evolução da desigualdade de renda nesses dois períodos pode ser descrita através da oscilação do Índice de Gini, que passou de 0,73, em 2000, para 0,39, em 2003, e para 0,55, em 2010.
| Percentual de pobreza | 1991   | 2000   | 2010   |
| --------------------- | ------ | ------ | ------ |
| Percentual de pobres  | 84,92% | 65,34% | 38,95% |
| Extremamente pobres   | 61,43% | 45,26% | 19,08% |

### Bolsa Esperança
É um programa social de transferência direta de renda, direcionado às famílias mangabeirenses em situação de pobreza e de extrema pobreza, de modo que consigam superar a situação de vulnerabilidade e pobreza.
O programa busca garantir a essas famílias o direito à alimentação e o acesso à educação e à saúde. A princípio, o Programa Bolsa Esperança foi instituído pela Lei Municipal nº 53/2011 para beneficiar até 1.500 famílias domiciliadas na cidade há pelo menos dois anos e que possuíssem renda per capita de, no máximo, 1/4 do salário mínimo nacional.
O programa compreende o apoio sócio-pedagógico e o auxílio financeiro para garantir a complementação da renda familiar no valor de R$ 40,00 mensais por família.

### Curiosidades
O Índice de Desenvolvimento Humano do município aumentou 96,77% de 1991 a 2010 (dado mais recente), correspondendo a um desenvolvimento de 5,09% ao ano, passando de 0,310 para 0,610.
O maior PIB municipal foi alcançado em 2010 com R$ 429.660.000,00, dentre os quais o percentual dos impostos equivaleram a 3,96%, serviços a 19,89%, indústria a 9,75% e a agropecuária com participação de 66,38% do PIB municipal.
O salário médio mensal dos trabalhadores formais é de, aproximadamente, dois salários mínimos, apesar de 50,3% da população ter rendimento nominal mensal de, no máximo, 1/2 salário per capita.

## Educação
As principais escolas são: Unidade Integrada Dom João Bosco (municipal) Centro de Ensino São Raimundo Nonato (estadual), Escola Moranguinho (particular), Espaço Educar (particular) Unidade Integrada Monsenhor Barros (estadual), INFO Qualificação Profissional, Unidade Integrada Padre Fábio Bertagnolli (Municipal) e Unidade Integrada Dom Rino Carlesi (Municipal), Unidade Integrada Manoel da Silva Costa (Municipal).

### Biblioteca
A cidade dispõe de uma biblioteca pública municipal: a Biblioteca Maria Salomé da Silva Moura.

### IFMA
A escola agrotécnica, que precedeu o Instituto, foi requerida pelo deputado federal Cléber Verde, do PRB, em 2007. Com a aprovação da lei que transformou as agrotécnicas nos Institutos Federais, o município foi contemplado com um campus.  O IFMA – Instituto Federal de Educação Ciências e Tecnologia do Maranhão – foi instituído no Campus de São Raimundo das Mangabeiras por intermédio do atual Presidente do TCU, o Ministro Raimundo Carreiro a quem foi homenageado pela instituição que deu o seu nome à biblioteca do Instituto. O IFMA foi uma alavanca regional nos parâmetros de educação no ensino médio, técnico e superior até então em falta na cidade. Com isto, o fluxo de estudantes imigrantes aumentou tanto que em 2016, aproximadamente 50% dos alunos eram de cidades circunvizinhas.

## Política
A administração do município é feita a partir dos poderes executivo e legislativo. O primeiro prefeito nomeado de São Raimundo das Mangabeiras foi Raimundo Nonato dos Santos. Já o primeiro eleito foi: Manuel Olívio de Carvalho. Nas eleições de 2008 consagra vencedor o sr. João Francismar de Carvalho Feitosa, reeleito em 2012, sua gestão ficou marcada na história de Mangabeiras e do Maranhão. O atual e 19º prefeito a assumir o Executivo, eleito nas eleições municipais no Brasil em 2016, é Rodrigo Botelho Melo Coelho, que conquistou um total de 6.294 votos (53,21% dos votos válidos) naquele ano e ocupa a Prefeitura Municipal. O prefeito é auxiliado por dez Secretarias. O poder legislativo, por sua vez, é constituído pela Câmara Municipal de São Raimundo das Mangabeiras, composta por 11 vereadores, eleitos para mandatos de quatro anos (em observância ao disposto no artigo 29 da Constituição), e responsável por elaborar e votar leis de âmbito municipal fundamentais à administração, como a Lei de Diretrizes Orçamentárias, além de fiscalizar o Executivo. O município é, em adição, regido por lei orgânica. Em outubro de 2016, havia 14.592 eleitores em São Raimundo das Mangabeiras, dentre os quais 12.372 eleitores foram às urnas.

### Baixo Balsas
São Raimundo das Mangabeiras é também a cidade pólo de uma das Regionalizações do Maranhão, a Região de Planejamento do Baixo Balsas, formada por seis municípios, que são: Benedito Leite, Loreto, Sambaíba, São Domingos do Azeitão, São Félix de Balsas e, incluindo, Mangabeiras. Está localizada na região sul do Estado e é a segunda Região com maior produção de grãos do Maranhão, logo atrás da vizinha Região de Planejamento dos Gerais de Balsas.

### Câmara Municipal

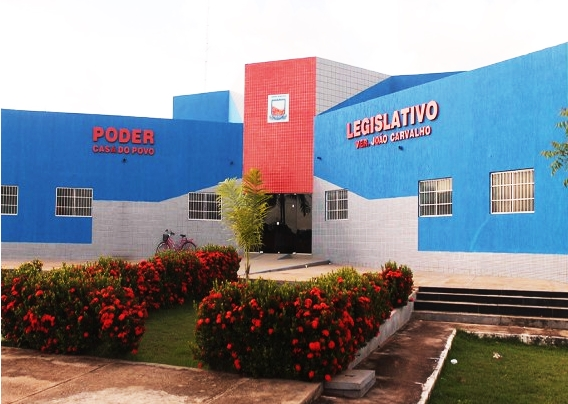
Câmara Municipal de São Raimundo das Mangabeiras.

A Câmara Municipal Ver. João Carvalho é o órgão legislativo unicameral do município de São Raimundo das Mangabeiras no Maranhão. Foi inaugurada na gestão do prefeito João Francismar de Carvalho Feitosa, em um sábado, dia 14 de abril de 2012, e foi denominada "Casa do Povo, Vereador João Carvalho", tendo a parte interna nomeada como "Plenário Vereador Ovídio de Machado". As biografias dos ex-vereadores homenageados foram apresentadas durante a sessão solene. Ovídio Machado foi vereador por 04 mandatos, havendo falecido em 2004. Dentre os 11 membros que compõem a estrutura legislativa, 04 (quatro) são de oposição, e 07 (sete) da situação.

### Lista de prefeitos
1. Raimundo Nonato dos Santos
2. Manuel Olívio de Carvalho
3. Manoel da Silva Costa
4. Pedro Silva Oliveira
5. Lisete Martins
6. Miguel de Sousa Maia
7. Manoel da Silva Costa
8. Alborina Aguiar Milhomem
9. Eulógio Ribeiro Costa
10. José Pedro e Silva
11. Miguel de Sousa Maia
12. Francisco Cardoso da Silva
13. José Gonçalves de Sousa
14. José Francisco Coelho
15. Francisco Cardoso da Silva
16. Francisco Cardoso da Silva
17. João Francismar de Carvalho Feitosa
18. João Francismar de Carvalho Feitosa
19. Rodrigo Botelho Melo Coêlho
20. Accioly Cardoso

## Religião
| Religião                   | Porcentagem | Número |
| Católicos                  | 82,34%      | 15 273 |
| Evangélicos e Protestantes | 10,45%      | 1 939  |
| Outras ou Sem religião     | 7,21%       | 1 337  |

Fonte: IGBE - Índice Brasileiro de Geografia e Estatística.